# Celaenia penna
Celaenia penna är en spindelart som först beskrevs av Arthur Urquhart 1887.  Celaenia penna ingår i släktet Celaenia och familjen hjulspindlar. Inga underarter finns listade i Catalogue of Life.